# Ferrocarril de Murman

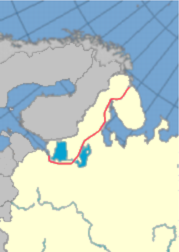
Mapa del recorrido del ferrocarril

El ferrocarril de Murman (en ruso: Мурманская железная дорога, romanizado: Murmanskaya zheleznaya doroga) es una línea de ferrocarril de ancho de vía de 1520 mm que conecta la costa de Murman y la ciudad de Múrmansk en el norte con San Petersburgo en el sur. El ferrocarril es operado por el tren de pasajeros Arktika (véase la lista de trenes de pasajeros con nombre de Rusia). Siempre ha sido de gran importancia militar, ya que Múrmansk es un puerto libre de hielos en el océano Glacial Ártico. El segmento septentrional entre Petrozadovsk y Kola fue construido entre 1915 y 1917. Tiene 52 estaciones.

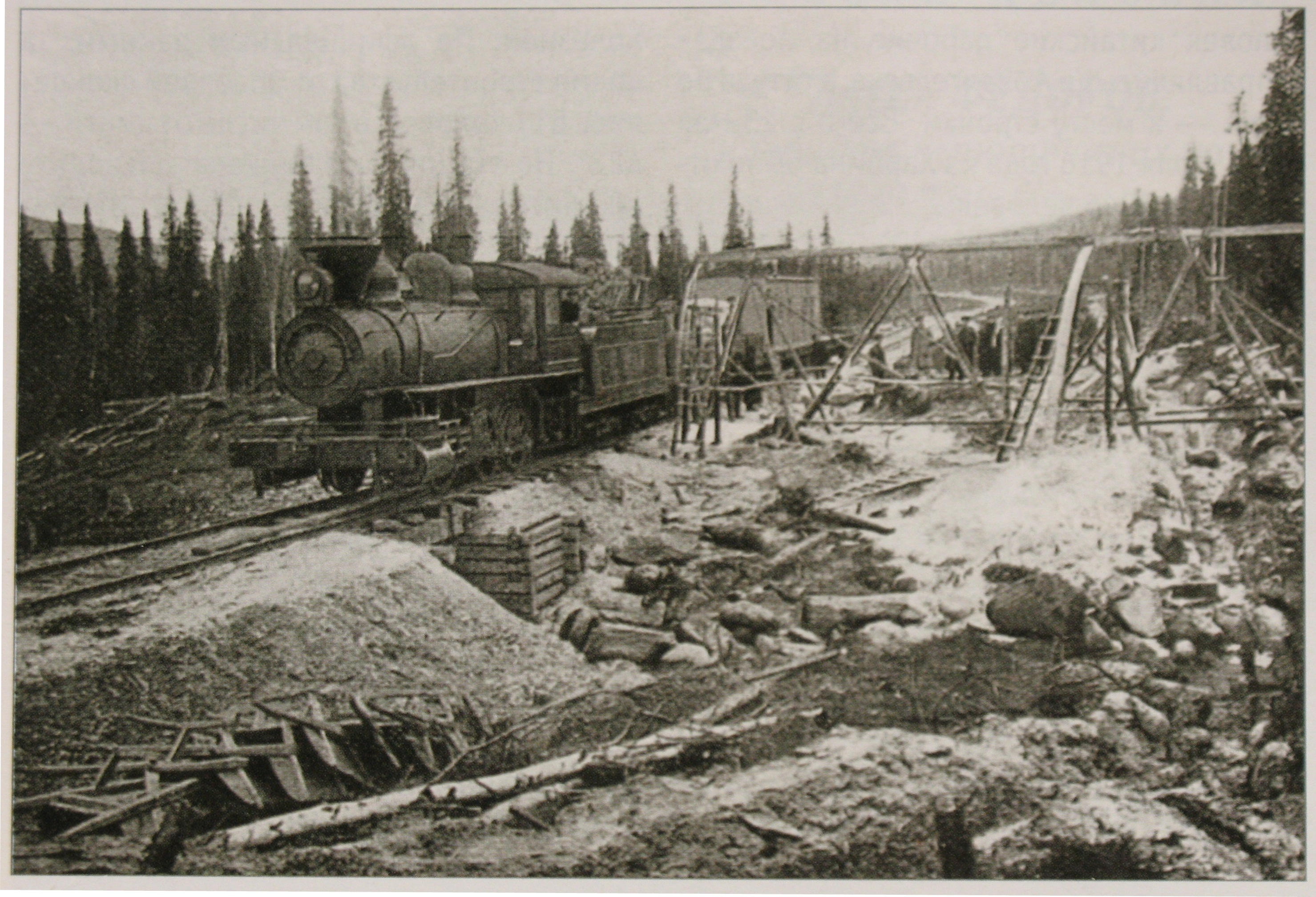
El ferrocarril de Murmansk a fines de 1916